# 内子龍王バイオマス発電所
内子龍王バイオマス発電所（うちこりゅうおうバイオマスはつでんしょ）は、愛媛県喜多郡内子町にある、内子龍王バイオマスエネルギーが管理運営を行うバイオマス発電所。

## 概要
愛媛県喜多郡内子町の内子龍王公園の隣接地に立地している。2022年10月13日より稼働を開始した。
ガス化熱電併給設備（発電出力330kW、熱出力520kW）を導入し、木質ペレットを燃料にして発電と熱供給を行っている。発電した電力は、固定価格買取制度（FIT）に基づき四国電力送配電に売電し、熱は隣接する内子町龍王公園内のオーベルジュ内子、フィットネスクラブRyuowの2施設へ供給している。発電のみの場合のエネルギー変換効率は30%程度だが、熱を利用することで約70%のエネルギー変換効率を達成している。
燃料は、内子町森林組合に出材された原木年間約3600tの間伐未利用材から製造したペレットを用いており、内藤鋼業小田ペレット工場から調達している。
事業主体の内子龍王バイオマスエネルギーには、内藤鋼業、サイプレス・スナダヤ、竹中工務店、三洋貿易、大日本コンサルタントの5社が出資している。また建設にあたっては「内子町龍王地区の木質バイオマス熱電併給に関する基本協定書」を締結した内子町からの各種支援のもと、地元企業を中心に資金を調達した。愛媛信用金庫による融資の他、資金提供者として地域企業20社を集めている。

## 建物
発電所建屋は町産材による木造建築で、県内で加工されたCLTも活用されており、内子町景観まちづくり条例に配慮したデザインとなっている。特に使用したCLT(サイプレス・スナダヤ製造）は、内子町のまち並みの「焼杉」の格子を模した、黒壇色に塗装したルーバー仕様となっており、地域住民の愛着を醸成するとともに、「見せる発電所」として、地域の子供たちの社会見学や、ビジネスツーリズムの対象としても機能している。この意匠性が高く評価され、「ウッドデザイン賞2023」のソーシャルデザイン部門、奨励賞（審査委員長賞）を受賞している。